# Mamma Mia (chanson)
Pour les articles homonymes, voir Mamma mia.
Singles de ABBA
Bang-A-Boomerang
(1975) Fernando
(1976)
Mamma Mia est une chanson du groupe de pop suédois ABBA, sortie en 1975 sur leur troisième album, ABBA. Elle sort également en single dans quelques pays à la fin de l'année et rencontre un net succès, restant no 1 en Australie pendant dix semaines.
En 1975, Disques Vogue sort le single en Belgique  mais pas en France, où il sera repris par Karen Cheryl.
Une version en espagnol apparaît sur l'album Gracias por la Música, sorti en 1980, puis en bonus sur la réédition de l'album ABBA parue en 2005. Elle a donné son nom à une comédie musicale basée sur les chansons d'ABBA, Mamma Mia !, puis au film qui en a été tiré en 2008 (voir Mamma Mia !).
Elle a également été reprise par la série Glee en 2013 dans l'épisode "Guilty Pleasure" (4x17)

## Musiciens
- Anni-Frid Lyngstad – Chant
- Agnetha Fältskog – Chant
- Björn Ulvaeus – guitares et chœurs
- Benny Andersson – piano, marimba, orgue et chœurs
- Janne Schaffer – guitares
- Mike Watson – basse
- Roger Palm – batterie

## Classement
| Classement (1975–76)                    | Meilleure position |
| --------------------------------------- | ------------------ |
| Australie (Kent Music Report)           | 1                  |
| Autriche (Ö3 Austria Top 40)            | 3                  |
| Belgique (Flandre Ultratop 50 Singles)  | 2                  |
| Belgique (Wallonie Ultratop 50 Singles) | 6                  |
| Canada (Adult Contemporary Tracks)      | 11                 |
| Canada (Top Singles)                    | 18                 |
| Finlande (Suomen virallinen lista)      | 16                 |
| Allemagne (GfK Entertainment)           | 1                  |
| Irlande (IRMA)                          | 1                  |
| Italie (Billboard)                      | 3                  |
| Pays-Bas (Nederlandse Top 40)           | 13                 |
| Pays-Bas (Single Top 100)               | 12                 |
| Nouvelle-Zélande (RMNZ)                 | 2                  |
| Norvège (VG-lista)                      | 2                  |
| Afrique du Sud (Springbok)              | 7                  |
| Suisse (Schweizer Hitparade)            | 1                  |
| Royaume-Uni (UK Singles Chart)          | 1                  |
| États-Unis (Hot 100)                    | 32                 |
| États-Unis (Adult Contemporary)         | 12                 |
| États-Unis (Cashbox Top 100)            | 36                 |
| Yougoslavie (Radio TV Revue and Studio) | 4                  |